# Sonate pour violon et piano (Charles Koechlin)
Pour les articles homonymes, voir Sonate pour violon et piano.
La Sonate pour violon et piano en si majeur, op. 64, est une sonate pour violon de Charles Koechlin. Composée en 1916 et dédiée à Gabriel Fauré, elle est créée par Yvonne Giraud (violon) et Jeanne Herscher (piano) le 18 mai 1917 au 42e concert de la Société musicale indépendante à la Salle des Agriculteurs,.

## Analyse de l'œuvre
La sonate comporte quatre mouvements :
1. Lumineux et féérique
2. Scherzo: allegro con moto
3. Andante
4. Finale: allegro molto

- Durée d'exécution: trente trois minutes.

## Enregistrements
- Stéphanie Moraly, violon ; Romain David, piano ; éd. Timpani, 2017
- Francis Duroy, violon ; Thierry Rosbach, piano ; éd. Quantum, 2000

## Sources
- L'Œuvre de Charles Koechlin - Catalogue, Madeleine Li-Koechlin, Eschig, 1975
- Charles Koechlin (1867-1950) His Life and Works, Robert Orledge, harwood academic publishers, 1989, 457 p.  (ISBN 3-7186-4898-9)